# Nový prales
Nový prales je projekt vznikající nedaleko Ještědu v severních Čechách. Nezisková organizace Čmelák – Společnost přátel přírody v jeho rámci od roku 2004 přeměňuje smrkové monokultury na přirozený, harmonický a pestrý les. Cílem projektu je v horizontu 200 až 300 let vytvořit porost, který se bude podobat původním pralesům.

## Projekt
Nový prales tvoří šest oddělených pozemků o rozloze 35 hektarů. Byla prořezána třetina smrků a do připravených míst bylo dosazeno více než 70 tisíc sazenic původních dřevin (jedle, buky, jasany, javory, jilmy a podobně). Na vysazování se podíleli zejména dobrovolníci.
Nový prales je přístupný veřejnosti. Jeho nejstarší částí vede i česko-německá naučná stezka zaměřená na proměnu přírody a zajímavosti z historie regionu. Lokalita je součástí evropské sítě chráněných území Natura 2000 a je domovem mnoha druhů chráněných rostlin a živočichů.

### Popora
Projekt získal podporu několika tisíců individuálních dárců, včetně českých a zahraničních nadací. Financování projektu zčásti zajistil prodej dárkových certifikátů, jejichž prostřednictvím si je možné za cenu od 200 korun symbolicky koupit část lesa. Patronem Nového pralesa je herec, liberecký rodák Pavel Liška.